# Tim Otto Roth
Tim Otto Roth (* 17. Mai 1974) ist ein deutscher Konzeptkünstler, Komponist und Kunsthistoriker. Er lebt und arbeitet in Oppenau im Schwarzwald und in Köln. In seinen Klanginstallationen und visuellen Arbeiten beschäftigt er sich immer wieder mit Raum. Der Oxforder Kunsthistoriker Martin Kemp resümiert Roths Ansatz, in seinen Arbeiten stets auf neue Weise Kunst und Wissenschaft zu verbinden: „A new art is encoding a new science.“

## Ausbildung
Tim Otto Roth wuchs in Oppenau im Schwarzwald auf. Nach dem Grundstudium in den Fächern Philosophie und Politik an der Eberhard-Karls-Universität Tübingen wechselte Tim Otto Roth 1995 an die Kunsthochschule in Kassel. 2000 macht er dort einen Abschluss in Freier Kunst mit dem Ballet Photogramatique, dem ersten elektronischen Liveschattenbild, das er mit einem Lichtroboter auf einem Videochip kreierte und auch ins Internet streamte. Im Jahr 2001 war er Meisterschüler bei Floris M. Neusüss. 2004 folgte ein Abschluss in der Theorie der visuellen Kommunikation an der Kunsthochschule Kassel.
Neben einem umfangreichen künstlerischen Werk hat Tim Otto Roth die Theorie weiterverfolgt. 2008 wurde er in den Promotionsstudiengang der Kunsthochschule für Medien Köln aufgenommen, wo er 2014 mit der Arbeit Körper. Projektion. Bild. Eine Kulturgeschichte der Schattenbilder in den Fächern Kunst- und Wissenschaftsgeschichte bei Prof. Hans Ulrich Reck und Prof. Klaus Hentschel promoviert wurde. Die 500-seitige Dissertationsschrift, in der er anhand von Schattenbildern eine eigene Bildtheorie entwickelt, ist in leicht überarbeiteter Fassung 2015 im Wilhelm Fink Verlag erschienen.

## Kunst- und wissenschaftshistorische Forschung
Tim Otto Roth ist der Gründer und Betreiber des Internetportals shadowgraph.org. Dieses versammelt Werke von Künstlerinnen und Künstlern, die Schatten auf lichtempfindlichen Material festgehalten haben. Eine aktuelle Ausstellungsübersicht und Hinweise zur Forschung ergänzen die Seite. Roth unterrichtete an der Kunsthochschule Kassel und der Folkwang Hochschule in Essen. Er leitete mehrere Symposien wie z. B. mit Peter Weibel Das Photogramm. Licht, Spur und Schatten 2006 am Zentrum für Kunst und Medien (ZKM) Karlsruhe oder dem Physiker Christian Spiering Physik und Art(eFakt) in der Villa Elisabeth in Berlin. Als Kurator macht er u. a. 2018 mit der Ausstellung Schatten im Blick? im Kölner Wallraf-Richartz-Museum auf sich aufmerksam.

## Künstlerisches Schaffen
Mit den Imachinationen schuf Roth 2002 die erste große Projektionsarbeit im Außenraum bereits während seiner Kassler Zeit als Meisterschüler. Die besondere Verbindung von Theorie und Wissenschaft zeigt sich hier in einer begleitenden Interviewserie zum Ort digitaler Bilder. In den folgenden Jahren hat er in Kooperation mit Astro(teilchen)physikern Fragen nach Bild, Farbe und Raum in seinen künstlerischen Arbeiten untersucht. Seine Arbeit I see what I see not wurde dafür 2004 mit dem Medienkunstpreis von ZKM und SWR ausgezeichnet.
Die Natur als das Unsichtbare und kaum Greifbare ist eines von Roths zentralen Themen. Seine daraus hervorgehende Landart unter erweiterten Vorzeichen reicht hier von seinen Licht- und Klanginstallationen, die das Ausgesetztsein der Erde im Weltall anhand der uns allumgebenden kosmischen Strahlung vor Augen und Ohren führt, bis hin zur Fernskulptur NATUR (2022), die rein aus heimischem Holz gefertigt ist und die das Wechselverhältnis von Kultur und Natur im ländlichen Raum des Schwarzwalds auslotet. Immer wieder verweisen seine Arbeiten auf die Beschränktheit der menschlichen Wahrnehmung: Das beginnt mit vermeintlich alltäglichen Begleitern, wie den Schatten, die nicht einfach flach sind, sondern deren versteckte Räumlichkeit Tim Otto Roth u. a. in seinen Schattenbildern und -theatern zum Vorschein bringt. Er zeigt aber auch die weitaus abstrakteren Grenzen unserer Wahrnehmung auf: Aufzeichnungen von allgegenwärtigen unsichtbaren Prozesse im Mikro- bzw. Makrokosmos greift er als „natürliche Partitur“ für seine Lichtinstallationen und mikrotonalen Kompositionen immer wieder auf.
Ein besonderes Augenmerk richtet der im Schwarzwald aufgewachsene Künstler und Komponist auch auf die Komplexität nichtlinearer Systeme, wie sie Klimamodellen, zellulären Automaten oder auch biologischen Nervensystemen zugrunde liegen, um ein Sensorium für unvorhersehbare Interaktionen und Rückkoppelungen in netzwerkartigen Zusammenhängen zu entwickeln.

### Elektroakustische Werke
Roth ist aber nicht nur ein Grenzgänger zwischen Kunst und Wissenschaft, sondern auch zwischen den Welten der Bildenden Kunst und der Musik. In seinen seit 2012 entstehenden klangbasierten Werken betont er die räumlich-materielle Dimension des auditiven Erlebens. Indem er zahlreiche Klangkörper physisch im Raum platziert, wandelt sich der Raum zu einem (additiven) Synthesizer, dessen polyphones Klangerlebnis sich ‚interaktiv‘ beim Begehen wandelt, in dem sich Töne der verteilten Tonquellen zu ortsspezifischen Klängen mischen. Die farbige Illumination der Lautsprecher, die die gespielte Frequenz als Farbe oder einen Zustand anzeigt, fügt diesen physischen Klangarbeiten eine visuelle Dimension hinzu und verwandelt Arbeiten wie das aus 444 illuminierten Lautsprechern bestehenden Klanglabor [aiskju:b] oder den rotierenden Klangbeschleuniger Heaven’s Carousel in ein elektroakustisches Musiktheater. Das visuelle und auditive Geschehen wird choreographisch so immer wieder komplementär zusammen gedacht – mitunter sogar durch die Einbeziehung von Tanz.
Die leuchtenden Lautsprecher seiner elektroakustischen Werke sind komplette Eigenentwicklungen seines Studios, das hierfür spezielle energiesparende Mikroelektroniken konzipiert hat. Er bindet aber immer wieder auch traditionelle Techniken mit ein, wie z. B. beim Bau einer Wasserorgelskulptur oder durch die Zusammenarbeit mit Teppichknüpfern in Nordindien bei der nach den Nachbarschaftsregeln eines zellulären Automaten Teppiche mit komplexen Mustern entstehen.

## Einzelpräsentationen (Auswahl)
- 2002 100 Tage – 100 Imachinationen, Kassel[20]
- 2003 I see, what I see not, Kunstfassade München (in Kooperation mit dem Lenbachhaus)[21]
- 2005 100 Tage – 100 Imachinationen, Bibliothek von Alexandria[22]
- 2005 Pixelsex, KPN Telecom Tower, Rotterdam, NL[23]
- 2005 100 Tage – 100 Imachinationen, ZKM Karlsruhe[24]
- 2009 Cosmic Revelation, KIT Karlsruhe[25]
- 2010 From The Distant Past, Palazzo Franchetti, Venedig[26][27]
- 2011 From The Distant Past, Maryland Science Center, Baltimore, USA[28]
- 2011 From The Distant Past, American Museum of Natural History, New York, USA[29]
- 2014 Heaven’s Carousel, Academia dei Lincei, Rom, Italien[30]
- 2015 Heaven’s Carousel, American Visionary Art Museum, Baltimore, USA[31]
- 2016 XX oder der ‚Mummelsee in der Pfanne‘, Städtische Galerie Offenburg[32]
- 2016 Light from the Other Side: Shadowgraphs by Tim Otto Roth, Goethe-Institut Washington[33]
- 2017 Circulating Sounds: Deep Doppler meets Mathematical Socialism, Goethe-Institut Hanoi, Vietnam[34]
- 2018 [aiskju:b], St. Elisabeth, Berlin[35]
- 2019 [aiskju:b], Reaktorhalle, München[36]
- 2019 [aiskju:b], Ludwig Forum für Internationale Kunst, Aachen[37]
- 2020 Logische Phantasien, Kunsthalle Jesuitenkirche, Aschaffenburg[38][39]
- 2020 Heaven’s Carousel, Städtische Galerie, Offenburg[40]
- 2021 Cold Harmonies, St. Gertrud, Köln[41][42]
- 2021 Wie ein Naturlaut. Humoreske nach Gustav Mahler für das Heaven’s Carousel, Kunstakademie Bad Reichenhall[43][44]
- 2022 Nymphomania. Eine anaglyphische Schattenoper in 9 Szenen, Herzog Anton Ulrich-Museum, Braunschweig[45][46]
- 2023 [aiskju:b] – A cosmic sound laboratory, Musée des Arts et Métiers, Paris[47]
- 2024 Theatre of Memory. Ein neuroakustisches Klangnetzwerk, Tieranatomisches Theater, Berlin[48][49]
- 2024 Theatre of Memory. Ein neuroakustisches Klangnetzwerk, Max-Planck-Institut für empirische Ästhetik, Frankfurt a. M.[50]

## Gruppenpräsentationen (Auswahl)
- 2005–06 Lichtkunst aus Kunstlicht, ZKM Karlsruhe[51]
- 2008 Genau & Anders, Museum Moderner Kunst Stiftung Ludwig, Wien[52]
- 2015 Globale, Karlsruhe[53]
- 2015 Lichtsicht 5, Biennale, Bad Rothenfelde[54][55]
- 2016 Aufstiege, Stuttgart[56]
- 2016 Die zweite Natur, HEK Basel[57]
- 2017 Phenomenological Lightworks, NeMe Arts Center, Limassol, Zypern[58]
- 2018 STARTS Residencies Day, IRCAM/ Centre Pompidou[59]
- 2019 100 jahre bauhaus. Das Eröffnungsfestival, Akademie der Künste, Berlin[60]